# Панковка
Панковка (рос. Панковка) — робітниче селище в Новгородському районі Новгородської області Російської Федерації.
Населення становить 10 109 осіб. Входить до складу муніципального утворення Панковське міське поселення.

## Історія
Від 2004 року входить до складу муніципального утворення Панковське міське поселення.

## Населення
| 1979  | 1989  | 2002    | 2009    | 2010  | 2012  | 2013  |
| ----- | ----- | ------- | ------- | ----- | ----- | ----- |
| 3376  | ↗6939 | ↗10 057 | ↗10 249 | ↘9603 | ↘9529 | ↘9421 |
| 2014  | 2015  | 2016    | 2017    | 2018  | 2019  | 2020  |
| ↘9400 | ↗9427 | ↗9500   | ↗9529   | ↗9591 | ↘9515 | ↗9589 |
| 2021  |       |         |         |       |       |       |
| ↗9749 |       |         |         |       |       |       |